# Leave the World Behind (Lied)
Leave the World Behind ist ein Lied der schwedischen House-Band Swedish House Mafia in Zusammenarbeit mit Laidback Luke und Deborah Cox. Damals war die Band noch nicht unter dem Namen Swedish House Mafia bekannt, weswegen der Titel im Allgemeinen mit Axwell/Ingrosso/Angello/Laidback Luke feat. Deborah Cox dargestellt ist. In Deutschland, Österreich und der Schweiz war der Song ab dem 1. Juni 2009 erhältlich. Leave the World Behind ist auf dem Album Until One enthalten und wurde von Laidback Luke, Axwell, Deborah Cox, Steve Angello, Sebastian Ingrosso und Dina Schmidt geschrieben und komponiert und von Laidback Luke, Axwell, Angello und Ingrosso produziert. In den USA wurde der Track bei Ultra Records veröffentlicht, im Rest der Welt bei Axtone Records.

## Inhalt
Im Text des Songs geht es vor allem darum, alles (die Welt) hinter sich zu lassen, sich vom Beat tragen zu lassen, die Energie in sich zu finden und eine wilde Party zu feiern. Das soll laut Text die Lösung für alle Probleme darstellen.

## Musikvideo
Das offizielle Musikvideo zum Lied wurde erstmals am 3. Juli 2009 auf dem Videoportal YouTube veröffentlicht. Es zeigt zum größten Teil tanzende Leute bei einem Auftritt Swedish House Mafias und Laidback Lukes. Das Musikvideo wurde von Christian Larson gedreht und hat auf YouTube über 10.400.000 Aufrufe.

## Charts
Die Single wurde mäßig erfolgreich, so erreichte sie Platz 39 in den schwedischen Charts, Platz 75 in den Nederlandse Top 100, Höchstposition 14 in Belgien (Flandern) sowie Platz 23 in Belgien (Wallonien). In Schweden blieb man dabei vier Wochen, in den Nederlandse Top 100 fünf Wochen, in Flandern vier Wochen und in Wallonien drei Wochen in den Charts.